# Andrejan Dmitrijewitsch Sacharow

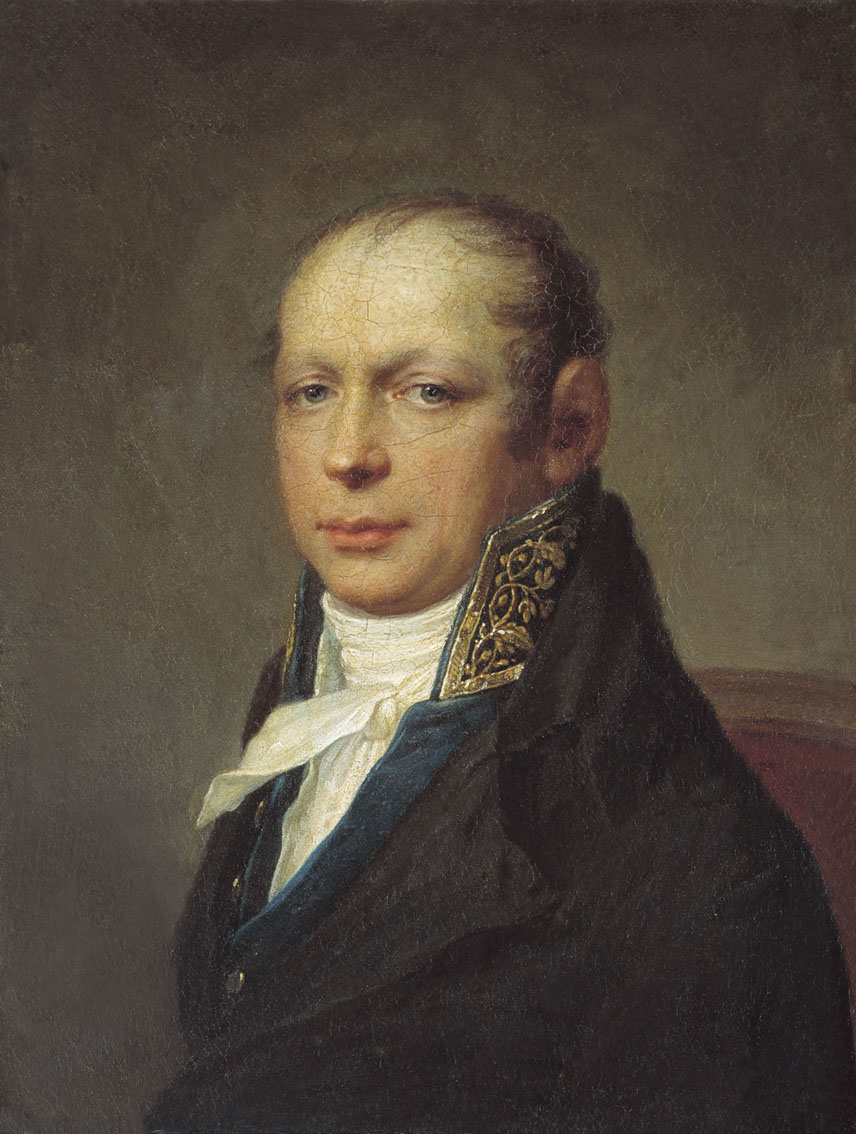
Adrian D. Sacharow, gemalt von Stepan Semjonowitsch Schtschukin (1754–1828)

Andrejan Dmitrijewitsch Sacharow (russisch Андреян Дмитриевич Захаров, auch Adrian Sacharow; * 19. August 1761 in Sankt Petersburg; † 8. September 1811 ebenda) war ein russischer Architekt.
Sacharow galt als führender Vertreter des russischen Klassizismus um 1800. Er erhielt seine Ausbildung an der St. Petersburger Kunstakademie. Von 1782 bis 1786 studierte er in Paris bei Jean-François Chalgrin Architektur, was mit Studienreisen nach Italien verbunden war. Sacharow wurde beeinflusst von der Strömung der Revolutionsarchitektur. Sein Hauptwerk ist das Gebäude der Admiralität (Sankt Petersburg), das in den Jahren 1805 bis 1819 im Empire-Stil entstand. Außerdem erbaute er in Kronstadt die Sankt-Andreas-Kathedrale, die allerdings später umgebaut wurde. Zu erwähnen sind mehrere Brücken wie die Gorbatui-Brücke (Горбатый мост) im Park von Gatschina bei Sankt Petersburg sowie der Gebäudekomplex Senat und Synode in Sankt Petersburg, den zwar der Italiener Carlo Rossi entwarf, der aber in Größe und Gestalt am Gebäude der Admiralität ausgerichtet wurde. Zudem erbaute er in Gatschina die Kirche zu St. Peter. Außerdem baute er die Alexander-Newski-Kathedrale in Ischewsk und die Swiato-Preobraschenenski-Kathedrale in Dnepropetrowsk.